# مارسلا باراثيون
مارسلا باراثيون (بالإنجليزية: Myrcella Baratheon)‏ هي شخصية خيالية ظهرت في سلسلة روايات الخيال الفنتازيا الملحميّة أغنية الجليد والنار للمؤلف الأمريكي جورج آر. آر مارتن، وفي المسلسل التلفزيوني صراع العروش. تختلف شخصية مارسلا وتطورها وتفاعلاتها وتأثيرها بشكل كبير بين الوسيطين.
ظهرت ميرسيلا في رواية لعبة العروش عام 1996، وهي الابنة الوحيدة لسيرسي لانستر من مملكة ويستروس. ظهرت بعد ذلك في روايتي صدام الملوك (1998) ووليمة للغربان (2005) للكاتب مارتن.
جسّدت الممثلة الأيرلندية أيمي ريتشاردسون شخصية ميرسيلا في الموسمين الأولين من المسلسل الذي تبثه شبكة إتش بي أو، بينما تجسد الممثلة الإنجليزية نيل تايغر فري دورها في الموسمين الخامس والسادس من المسلسل.